# 투자은행 목록
투자은행 목록은 규모가 크고 수익성이 높은 주요 투자은행을 정리한 문서이다.

## 풀서비스 투자은행
다음은 가장 큰 풀서비스 글로벌 투자은행이다. 풀서비스 투자은행은 일반적으로 주식, 신용, 금리, 통화, 상품 및 파생상품을 포함한 광범위한 금융 상품에 대한 자문 및 금융 서비스뿐만 아니라 판매, 시장 조성 및 리서치 서비스를 제공한다. 런던증권거래소 그룹(LSEG)의 데이터에 따르면, 2024년 수수료 기준 가장 큰 투자은행은 다음과 같다.
1. JP모건 체이스
2. 골드만삭스
3. BofA Securities
4. 모건스탠리
5. 씨티그룹
6. 바클리즈
7. 웰스 파고
8. BNP 파리바
9. 도이체방크
10. 제프리스 & 컴퍼니
11. RBC 캐피탈마켓
12. UBS
13. 미즈호 파이낸셜 그룹
14. HSBC
15. 미쓰이스미토모 파이낸셜 그룹
16. TD증권
17. 에버코어
18. 라자드
19. BMO 캐피탈마켓
20. 센터뷰 파트너스
21. 크레딧 아그리콜 투자은행
22. 중신그룹
23. 미쓰비시UFJ파이낸셜 그룹
24. 산탄데르 은행
25. 노무라